# Harponville
Harponville – miejscowość i gmina we Francji, w regionie Hauts-de-France, w departamencie Somma.
Według danych na rok 1990 gminę zamieszkiwało 130 osób, a gęstość zaludnienia wynosiła 47 osób/km² (wśród 2293 gmin Pikardii Harponville plasuje się na 867. miejscu pod względem liczby ludności, natomiast pod względem powierzchni na miejscu 1075.).